# 西迪拉茲拉格
35°39′N 0°47′E / 35.650°N 0.783°E

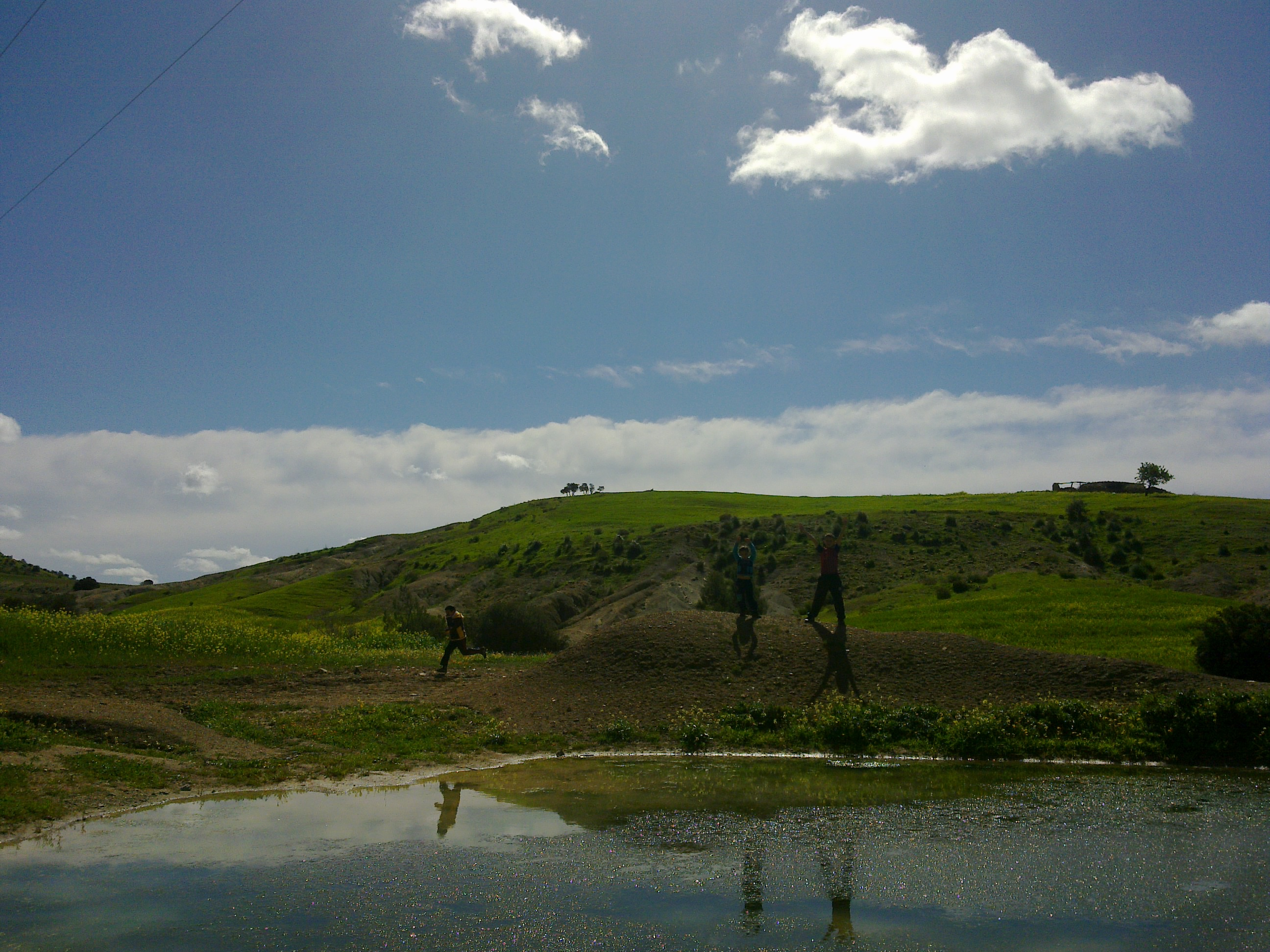
西迪拉茲拉格

西迪拉茲拉格（阿拉伯语：‎），是阿爾及利亞的城鎮，位於該國西北部埃利贊省，由曼代斯區負責管轄，面積151平方公里，海拔高度619米，2008年人口5,682，人口密度每平方公里38人。